# Bill Fitch
William Charles  Fitch  (Davenport, Iowa, 19 de mayo de 1934 - Lake Conroe, Texas, 2 de febrero de 2022) fue un entrenador de baloncesto profesional de la NBA. Antes de pasar a la profesionalidad, entrenó a la Universidad de Minnesota, Bowling Green State, Universidad de Dakota del Norte, y su alma mater, Coe College. 

## Carrera
Fitch es el quinto entrenador con más victorias en la historia de la NBA, con 944, pero también es segundo en el apartado de las derrotas, con 1.106, detrás de Lenny Wilkens. Recibió en dos ocasiones el premio al Mejor Entrenador del año, y guio a Larry Bird, Kevin McHale, Robert Parish y sus Boston Celtics al anillo de 1981 ante Houston Rockets por 4-2. Tras dejar Boston, dirigió a los Rockets de Hakeem Olajuwon y Ralph Sampson, a los que llevó a las Finales de 1986, perdiéndolas ante su exequipo.
Fitch también entrenó a Cleveland Cavaliers, New Jersey Nets y Los Angeles Clippers.